# Cattaro
Càttaro (in serbocroato, incluso lo standard montenegrino, Kotor/Котор; in veneto Càtaro; in latino medievale Catharus) è una città e comune del Montenegro, situata nella Dalmazia meridionale sulla costa adriatica.
Tra il 1420 e il 1797 Cattaro e la regione circostante appartennero alla Repubblica di Venezia, e l'influenza veneta è ancor oggi visibile nell'architettura. L'antica città marittima, circondata da un'imponente cinta muraria, è ben conservata ed è inclusa nella lista dei Patrimoni dell'umanità protetti dall'UNESCO. È stata storicamente rilevante la presenza a Cattaro di una comunità di dalmati italiani; durante il periodo veneziano la zona era chiamata Albania Veneta.
La città si specchia nelle Bocche di Cattaro, un'articolata serie di profondi bacini perfettamente riparati dal mare aperto, che costituiscono il più grande porto naturale del mar Adriatico e che per il loro profilo frastagliato ricordano vagamente i fiordi norvegesi. Assieme a Cattaro stessa, le Bocche garantiscono alla regione un afflusso turistico in costante aumento. Alle loro spalle si innalzano le Alpi Dinariche, catena montuosa che va dal Carso italiano al Kosovo.

## Geografia fisica
Cattaro è situata in fondo all'insenatura delle bocche di Cattaro, alle pendici del monte Lovćen, a 84 km ad ovest della capitale Podgorica e a 60 km a nord-ovest di Antivari.

### Clima
| Cattaro             | Mesi | Mesi | Mesi | Mesi | Mesi | Mesi | Mesi | Mesi | Mesi | Mesi | Mesi | Mesi | Stagioni | Stagioni | Stagioni | Stagioni | Anno  |
| Cattaro             | Gen  | Feb  | Mar  | Apr  | Mag  | Giu  | Lug  | Ago  | Set  | Ott  | Nov  | Dic  | Inv      | Pri      | Est      | Aut      | Anno  |
| ------------------- | ---- | ---- | ---- | ---- | ---- | ---- | ---- | ---- | ---- | ---- | ---- | ---- | -------- | -------- | -------- | -------- | ----- |
| T. max. media (°C)  | 11,2 | 11,8 | 14,6 | 17,8 | 22,4 | 26,0 | 29,5 | 29,6 | 26,2 | 21,3 | 15,8 | 12,2 | 11,7     | 18,3     | 28,4     | 21,1     | 19,9  |
| T. min. media (°C)  | 2    | 3,4  | 5,4  | 8,3  | 12,1 | 15,6 | 18,0 | 17,7 | 14,9 | 11,3 | 7,2  | 3,8  | 3,1      | 8,6      | 17,1     | 11,1     | 10,0  |
| Precipitazioni (mm) | 158  | 141  | 125  | 118  | 81   | 62   | 36   | 55   | 106  | 157  | 203  | 183  | 482      | 324      | 153      | 466      | 1 425 |

## Storia

### Dall'antichità al Medioevo

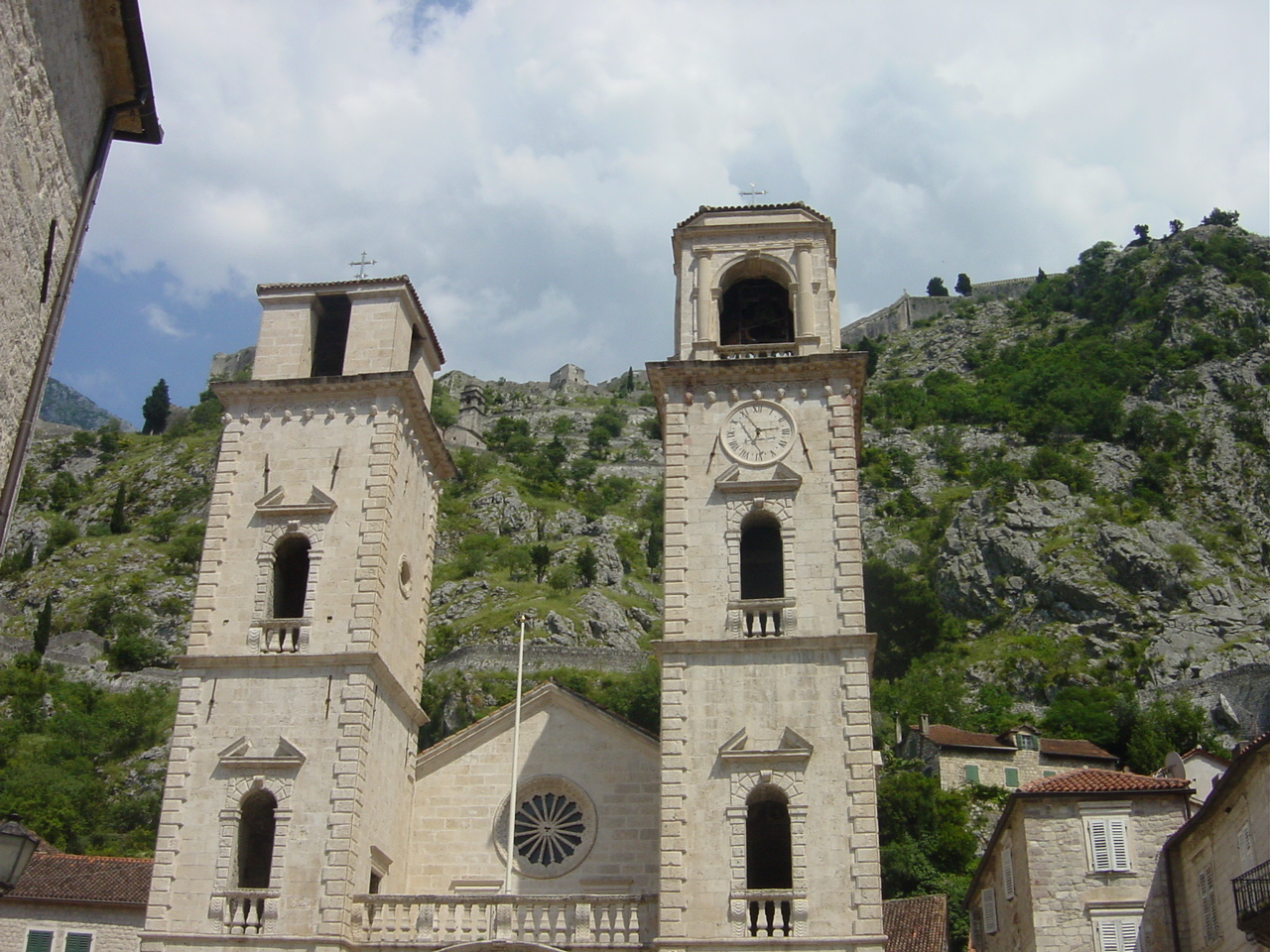
La cattedrale di San Trifone, con alle spalle le Alpi Dinariche. Consacrata nel 1166, è di riferimento per i cattolici di Cattaro

La città fu fondata durante il periodo romano, quando era conosciuta come Acruvium. Faceva parte della provincia romana della Dalmatia; venne menzionata per la prima volta come Ascrivium o Ascruvium nel 168 a.C.
Fu dotata di fortificazioni nel 535, quando l'imperatore Giustiniano fece costruire una fortezza sulla collina sovrastante la città in seguito all'espulsione dalla zona dei Goti. Con ogni probabilità, nelle immediate vicinanze fu edificata una seconda città: nel X secolo l'imperatore bizantino Costantino VII allude ad una "Cattaro Bassa". La città fu saccheggiata dai Saraceni nell'840.
Nel 1002 la città fu gravemente danneggiata durante l'occupazione dei Bulgari e l'anno seguente fu ceduta alla Serbia dallo zar bulgaro Samuele, ma i cittadini insorsero, spalleggiati da Ragusa. Cattaro si sottomise solamente nel 1184 al protettorato serbo, preservando intatte le sue istituzioni repubblicane ed il suo diritto di concludere trattati e dichiarare guerra.
Divenne sede vescovile nel VIII secolo, mentre nel XIII secolo vennero fondati monasteri domenicani e francescani allo scopo di contenere la diffusione del Bogomilismo. È interessante notare che all'epoca la diocesi di Cattaro formava un unico territorio con l'arcidiocesi di Spalato.
Nel XIV secolo Cattaro iniziò a rivaleggiare con Ragusa come potenza commerciale, accrescendo gradualmente la sua importanza.

### Il periodo veneziano

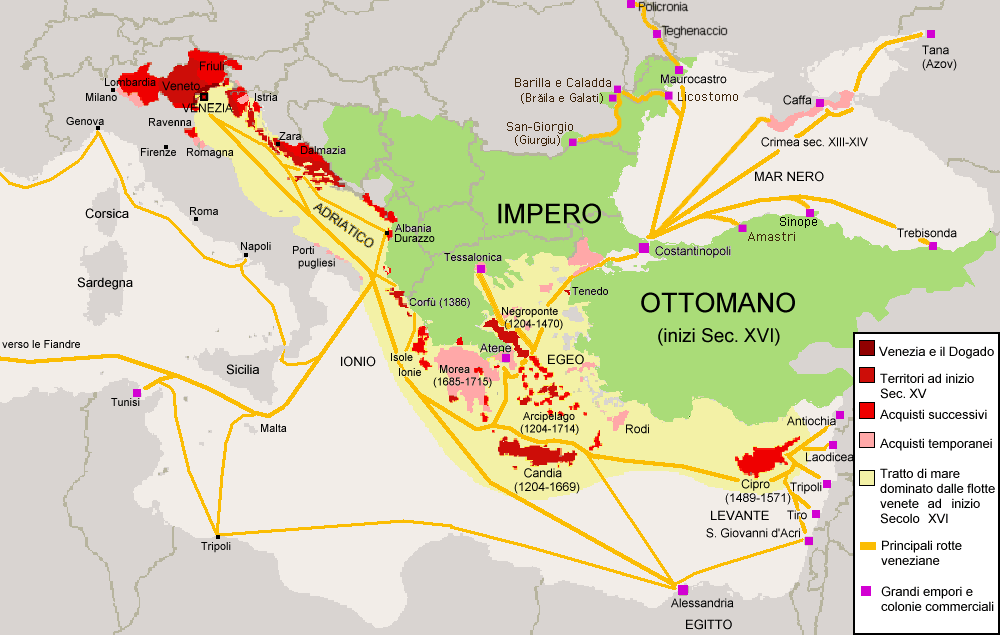
Mappa della rete commerciale, di cui Cattaro risultava uno snodo importante, e dei possedimenti della Repubblica di Venezia tra il XV e il XVI secolo, nel periodo di massima espansione

Poco prima della caduta della Serbia Moravica, la città di Cattaro, temendo di essere annessa all'Impero ottomano, si rese indipendente nel 1392 decidendo di chiedere protezione ad una potenza vicina; perciò a partire dal 1396 domandò ripetutamente alla Repubblica di Venezia di entrare nei suoi domini, ma quest'ultima per ben sette volte declinò l'invito, in considerazione dei gravosi oneri che avrebbe comportato l'annessione.

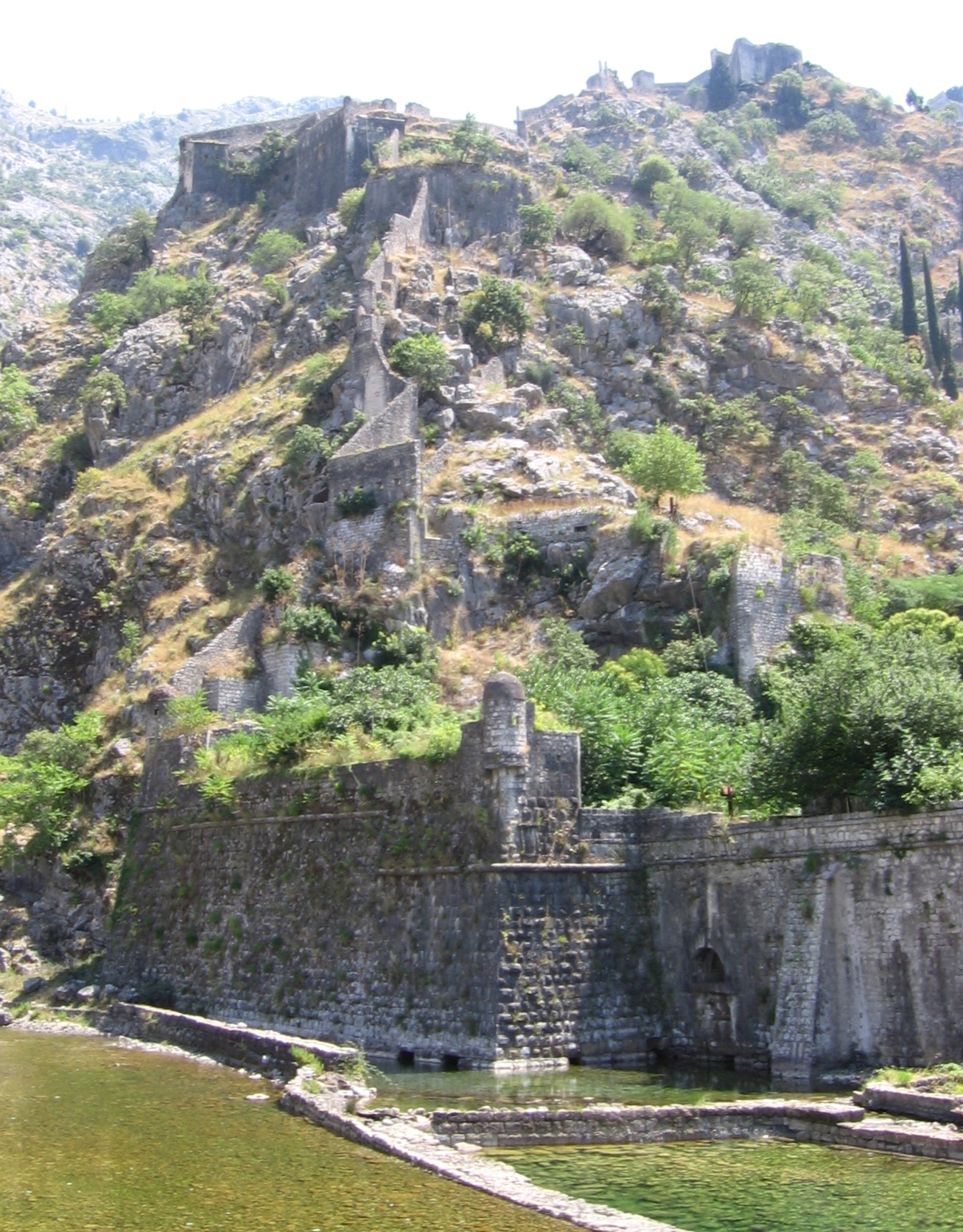
Mura veneziane di Cattaro

All'ottava richiesta, dopo aver ponderato a lungo, nel 1420 il Senato Veneziano accolse Cattaro tra i suoi domini investendo un patrimonio ingente nella costruzione della poderosa fortificazione; ancora oggi a Venezia si usa dire di un'amante troppo pretenziosa "Te me costi come i muri de Cattaro".
La Repubblica di Venezia confermò gli antichi privilegi della città e ne fece sede di un Rettore e un Provveditore, incaricato dell'amministrazione della giustizia civile e criminale, nonché di un Camarlengo e Capitano, cui era affidata la riscossione delle entrate e la gestione delle finanze pubbliche. Entrambi questi ufficiali, nobili veneziani eletti dal Senato per un anno, dipendevano dall'autorità del Provveditore Generale di Dalmazia e Albania, avente sede a Zara. Dopo la caduta di Scutari in mano all'Impero ottomano, Cattaro divenne il capoluogo della cosiddetta Albania Veneta composta da tre distretti o reggimenti di Risano, Castelnuovo in Dalmazia e Budua, nonché da comunità autonoma di Pastrovichi.

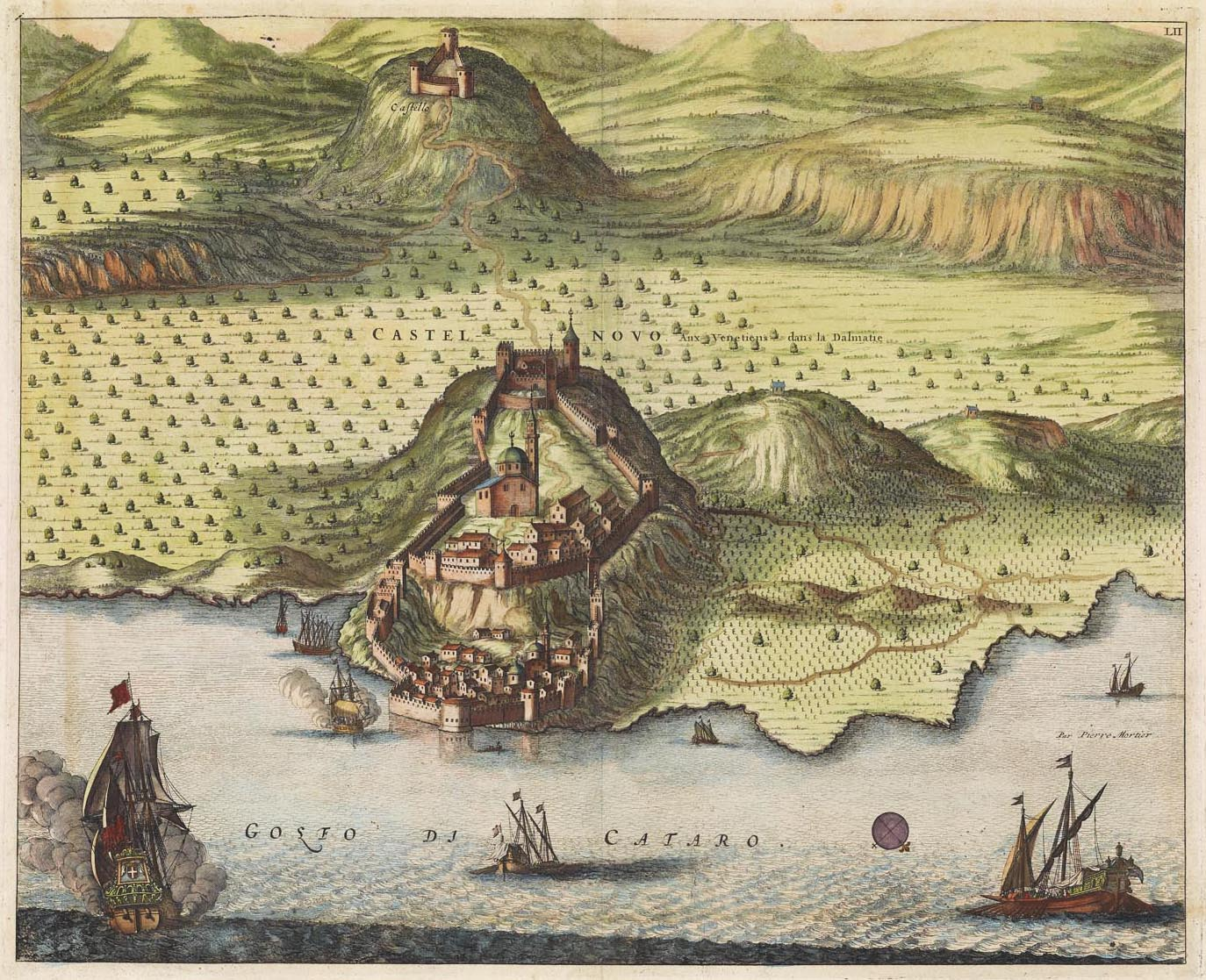
Il golfo di Cattaro in un'incisione su rame, acquarellata, di Pierre Mortier risalente all'incirca all'anno 1700

Cattaro era governata da propri statuti, i più antichi dei quali risalgono al 1301. Gli statuti veneziani furono pubblicati a Venezia nel 1606 con il titolo di Statuta et leges civitatis Cathari ("Statuti e leggi cittadine di Cattaro"). Il governo della città, di tipo aristocratico, si ispirava al modello veneziano, con un Maggior consiglio composto di soli nobili, un Minor e segreto consiglio di sei membri e un Senato (o Consiglio dei Pregati) di quindici.
La riunione comune dei due consigli, maggiore e minore, eleggeva tutti i vari ufficiali del comune, tra cui i provveditori alla sanità, i tre giudici della corte del Rettore e i provveditori alla zecca, dove anche sotto il dominio veneziano continuarono ad essere coniati varie monete diffuse nel basso Adriatico e in Albania.
La giustizia era amministrata dal Rettore, ma nelle cause civili i tre giudici locali avevano voto deliberativo, e alle loro decisioni, in virtù di un decreto del Senato veneziano del 1433, era ammesso interporre appello davanti a uno dei collegi di dottori di Padova, Vicenza, Verona o Treviso.
Il territorio del comune di Cattaro confinava con l'Impero ottomano e con il Montenegro comprendendo le terre di Perasto, Dobrota e Perzagno, ognuna delle quali aveva un proprio consiglio che eleggeva le autorità locali.
In epoca veneziana su Cattaro si abbatterono numerose disgrazie: venne assediata dall'Impero ottomano nel 1538 e 1657, flagellata dalla peste nel 1572, semidistrutta dal terremoto del 1563 e soprattutto da quello devastante del 1667, nel corso del quale crollarono la facciata della cattedrale di San Trifone con il campanile e il palazzo del Rettore.
Il dominio veneto lasciò una profonda impronta nella struttura urbana di Cattaro e nei suoi costumi. L'italiano fu la lingua usata in tutti gli atti pubblici e nell'insegnamento, soprattutto a causa della spinta del ceto nobiliare e della potente classe dei mercanti e capitani marittimi. Tra i letterati più famosi furono Bernardo Pima, Nicola Chierlo, Luca Bisanti, Alberto de Gliricis, Domenico e Vincenzo Burchia, Vincenzo Ceci, Antonio Zambella e Francesco Morandi. Il dialetto locale attuale denota influenze sia venete che slave, con la consistente presenza di termini romanzi.

### Il periodo austriaco e quello napoleonico

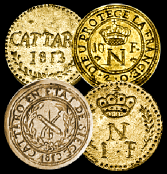
Monete napoleoniche coniate a Cattaro nel 1813

Col trattato di Campoformio del 1797 Cattaro passò all'Arciducato d'Austria, ma nel 1805, con la pace di Presburgo, fu assegnata al Regno d'Italia napoleonico, e nel 1810 annessa alle Province illiriche dell'Impero francese, dove divenne capoluogo di un dipartimento. Dopo l'assedio di ottobre 1813 - gennaio 1814, fu restituita all'Impero austriaco in seguito al Congresso di Vienna (1815).

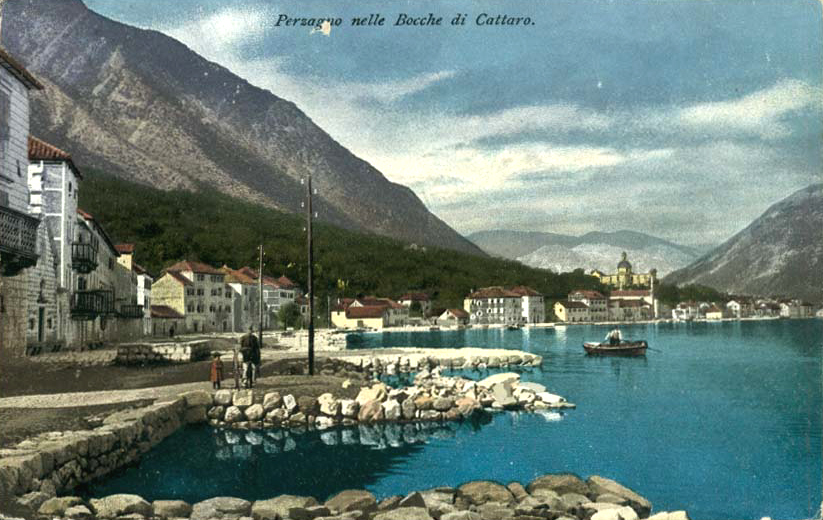
Scorcio di Cattaro nel 1912

All'arrivo della notizia della concessione austriaca della Costituzione, il 23 marzo 1848, durante la Primavera dei popoli, la popolazione si riversò per le strade acclamando all'Italia, mentre lo stesso giorno la municipalità di Cattaro votava l'annessione al Regno Lombardo-Veneto. Il vladika del Montenegro, preoccupato per le sollevazioni, si rivolse ai bocchesi e ai ragusei (pur cittadini austriaci), minacciando che, qualora fosse stata dimostrata qualunque altra esaltazione per il Risorgimento italiano, avrebbe "ridotto in cenere" e "cosparso di sangue" l'intera Dalmazia meridionale.
Contemporaneamente un battaglione inviato dal vladika allontanava con le armi l'eventualità che la sollevazione si tramutasse in una vera e propria insurrezione. Gli abitanti però continuarono a seguire gli eventi risorgimentali italiani, tant'è che tra i Mille, che con Garibaldi salparono da Quarto alla volta della Sicilia, v'era anche Marco Cossovich, nativo di Venezia ma di famiglia e sentimento bocchese, il quale viene anche nominato, tra i pochi, da Garibaldi nella sua opera I Mille.
Come conseguenza della terza guerra d'indipendenza italiana, che portò all'annessione del Veneto al Regno d'Italia, per tutta la seconda metà del XIX secolo l'amministrazione imperiale austriaca aumentò le ingerenze nella gestione politica del territorio per attenuare l'influenza del gruppo etnico italiano, temendone le correnti irredentiste. Durante la riunione del consiglio dei ministri del 12 novembre 1866 l'imperatore Francesco Giuseppe I d'Austria tracciò un progetto di ampio respiro mirante alla germanizzazione o slavizzazione delle aree dell'impero con presenza italiana:
(Francesco Giuseppe I d'Austria, Consiglio della Corona del 12 novembre 1866.)
La politica di collaborazione con i serbi locali, inaugurata dallo zaratino Ghiglianovich e dal raguseo Giovanni Avoscani, permise poi agli italiani la conquista dell'amministrazione comunale di Ragusa nel 1899. Nel 1909, però, la lingua italiana fu vietata in tutti gli edifici pubblici e gli italiani furono estromessi dalle amministrazioni comunali. Queste ingerenze, insieme ad altre azioni di favoreggiamento al gruppo etnico slavo, ritenuto dall'impero più fedele alla corona, esasperarono la situazione e alimentarono le correnti più estremiste e rivoluzionarie.
Il tentativo di istituire la coscrizione obbligatoria, effettuato e fallito nel 1869 e riuscito nel 1881, causò due brevi rivolte popolari. I dalmati italiani, etnia italiana autoctona anche di Cattaro, nel 1895 si riunirono attorno alla locale sede della Lega Nazionale. Nel censimento del 1910 si annoveravano solo 538 italiani in tutto il circondario di Cattaro. Ma nello stesso periodo sorsero scuole italiane a Morigno, Perasto, Petrera, Combur e La Bianca. Tuttavia nel censimento jugoslavo del 1927 gli italiani risultavano solo 240. Quindi anche Cattaro fu coinvolta nel processo di croatizzazione della Dalmazia avvenuto durante la dominazione austroungarica.

### Il periodo jugoslavo e quello italiano

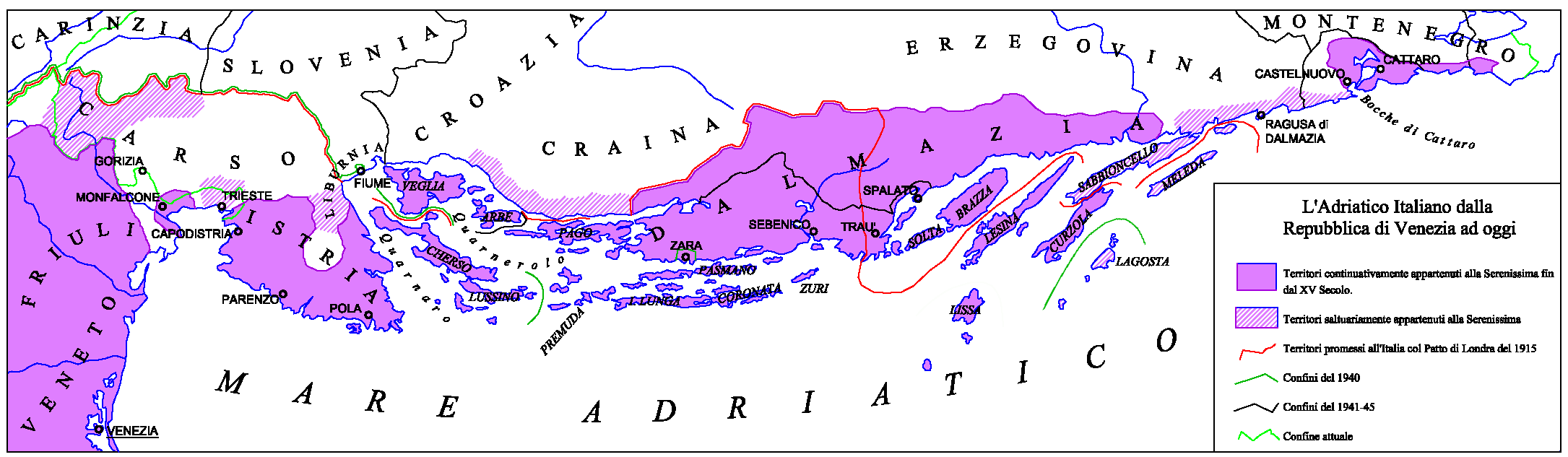
Cartina della Dalmazia e della Venezia Giulia coi confini previsti dal Patto di Londra (linea rossa) e quelli invece effettivamente ottenuti dall'Italia (linea verde). In fucsia sono invece indicati gli antichi domini della Repubblica di Venezia

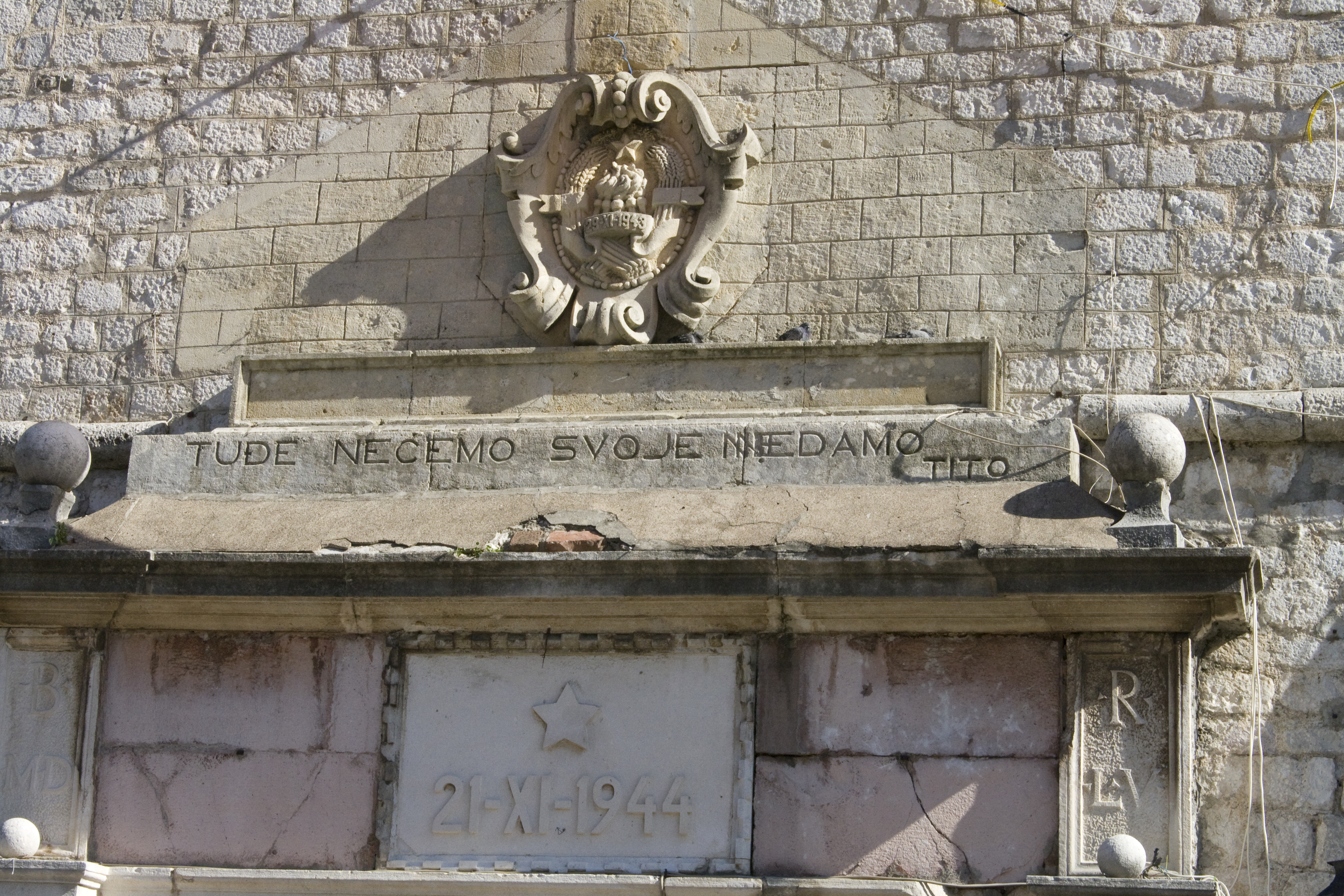
Stemma e motto socialista su una delle porte storiche di Cattaro:

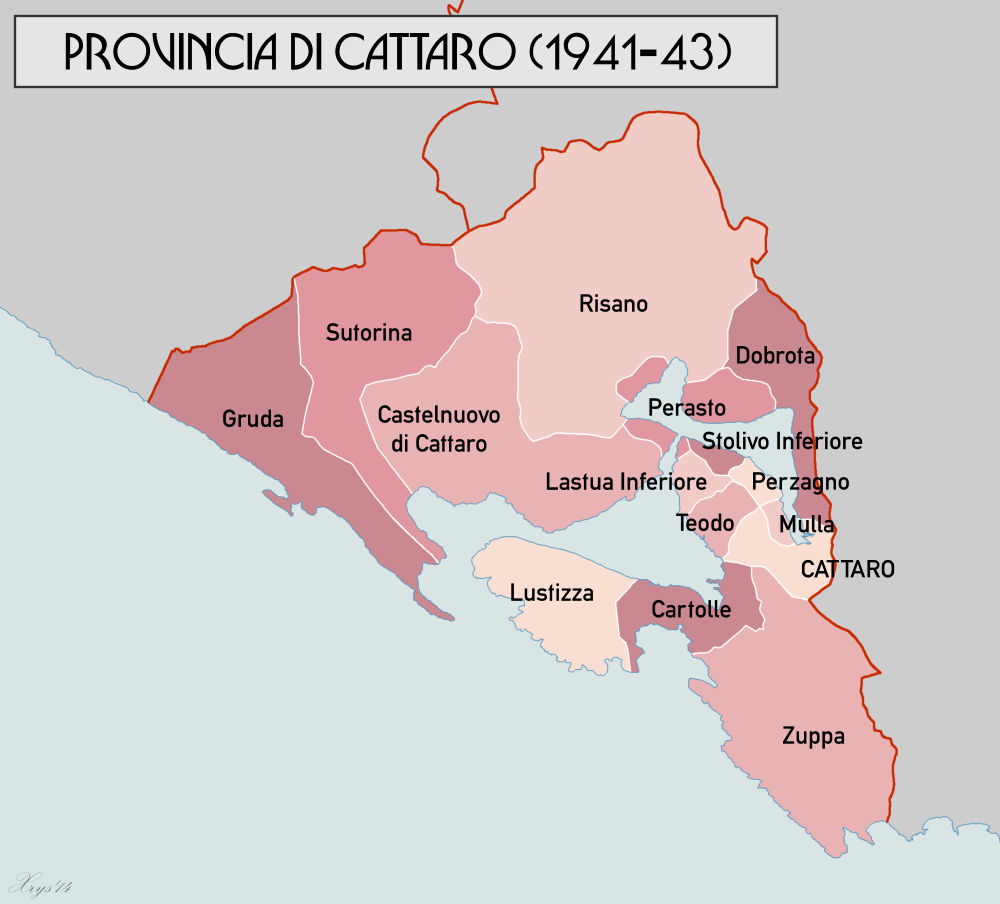
La provincia italiana di Cattaro, che fu operativa dal 1941 al 1943 in seguito all'invasione della Jugoslavia, operazione militare effettuata durante la seconda guerra mondiale

Durante la prima guerra mondiale Cattaro fu teatro di alcune delle più aspre battaglie combattute tra il Regno del Montenegro e l'Impero austro-ungarico. Nel corso di questo conflitto avvenne anche l'ammutinamento di Cattaro, che interessò nel febbraio 1918 gli equipaggi delle unità navali della Imperiale e Regia Marina austro-ungarica ancorate nel porto della città, motivati dalle pessime condizioni di vita e dalla carenza di viveri. Dopo il 1918, a guerra terminata, assieme all'intero Montenegro la città venne inglobata nel neonato Regno di Jugoslavia.
Il 17 aprile 1941, durante l'invasione italo-tedesca della Jugoslavia, Cattaro fu occupata dalle truppe italiane. Con la ratifica del trattato di Roma del 13 maggio successivo la cittadina e l'area delle Bocche (circa 600 km²) furono annesse all'Italia, andando a costituire la neonata provincia italiana di Cattaro all'interno del Governatorato di Dalmazia, il quale comprendeva a sua volta anche le province di Zara e di Spalato. Il governatorato fu la riproposizione dell'omonimo ed effimero istituto impiantato dagli italiani in Dalmazia all'indomani della sconfitta dell'Austria-Ungheria del 4 novembre 1918 e sgomberato in seguito agli accordi italo-jugoslavi sfociati nel trattato di Rapallo.
Dopo il proclama Badoglio dell'8 settembre 1943 fu occupata dai tedeschi, che ebbero la meglio sugli italiani al termine di aspri combattimenti nei quali venne ferito a morte, fra gli altri, il comandante di batteria Raffaele Trevisan, che per quella sua strenua resistenza fu insignito della medaglia d'oro al valor militare alla memoria. A guerra finita Cattaro passò alla Repubblica Socialista Federale di Jugoslavia e fu inclusa nella Repubblica Socialista del Montenegro.
Il 15 aprile 1979 un altro terremoto danneggiò la città, che venne prontamente restaurata.

### L'appartenenza al Montenegro
Dalla disgregazione della Jugoslavia Cattaro ha seguito le sorti della zona e dal maggio 2006 è parte della repubblica indipendente del Montenegro. Nel corso del XX secolo la popolazione croata, che costituiva un tempo la maggioranza, è calata drasticamente ed oggi i montenegrini sono maggioritari in tutta la regione.

## Monumenti e luoghi d'interesse

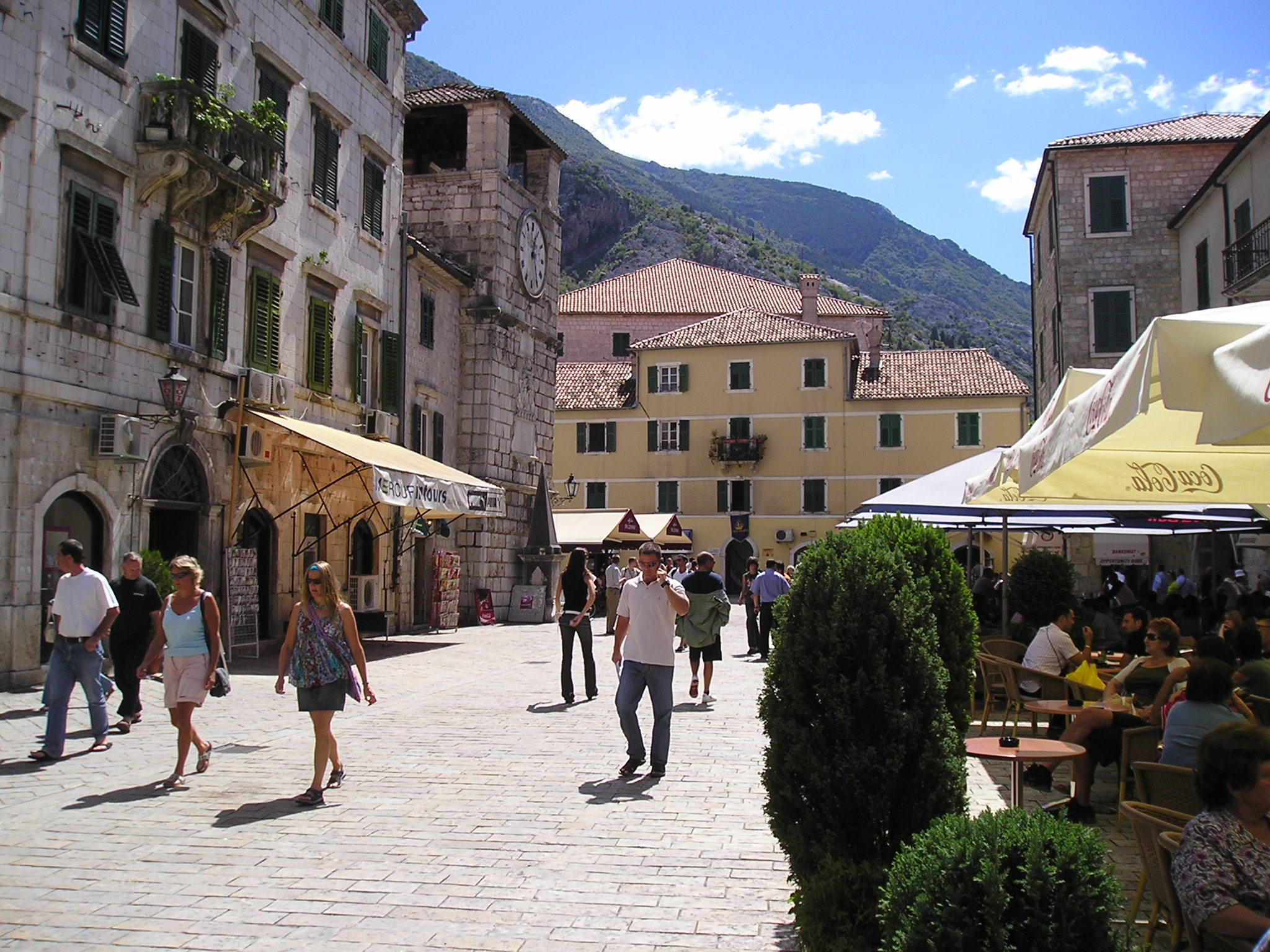
Trg od Oružjae (Piazza d'Armi), la piazza principale di Cattaro

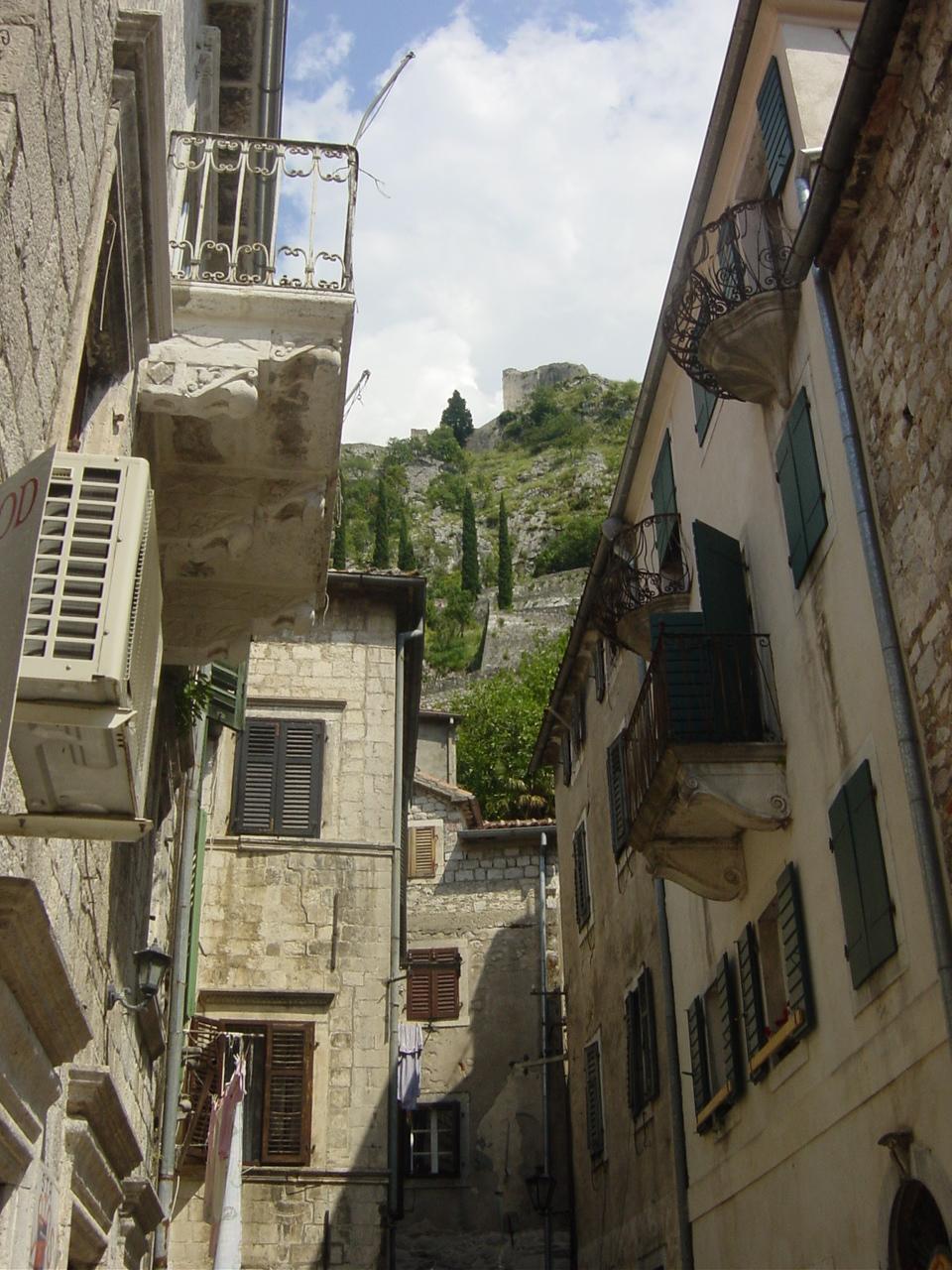
Scorcio cittadino con le incombenti montagne

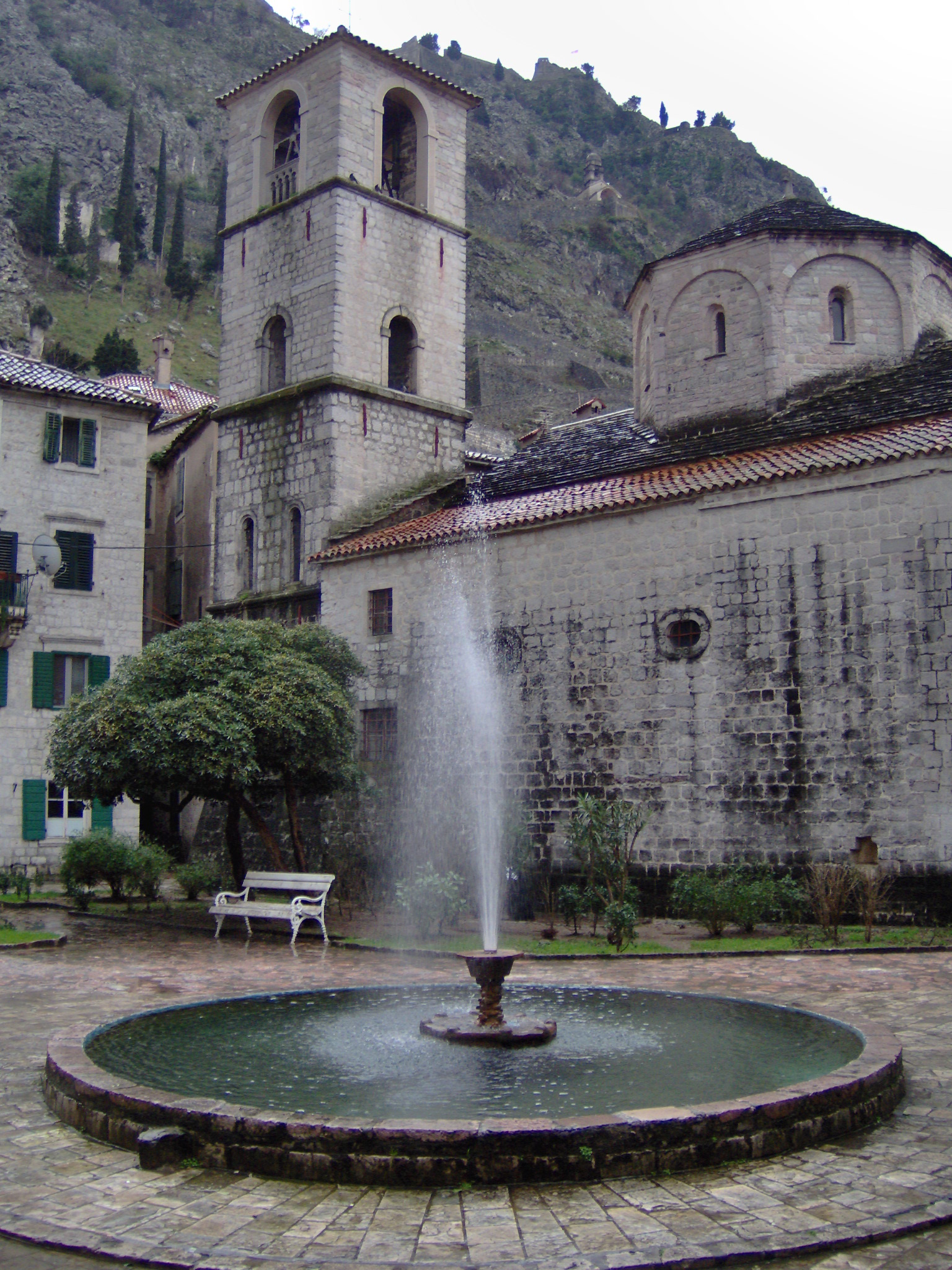
Scorcio del centro storico

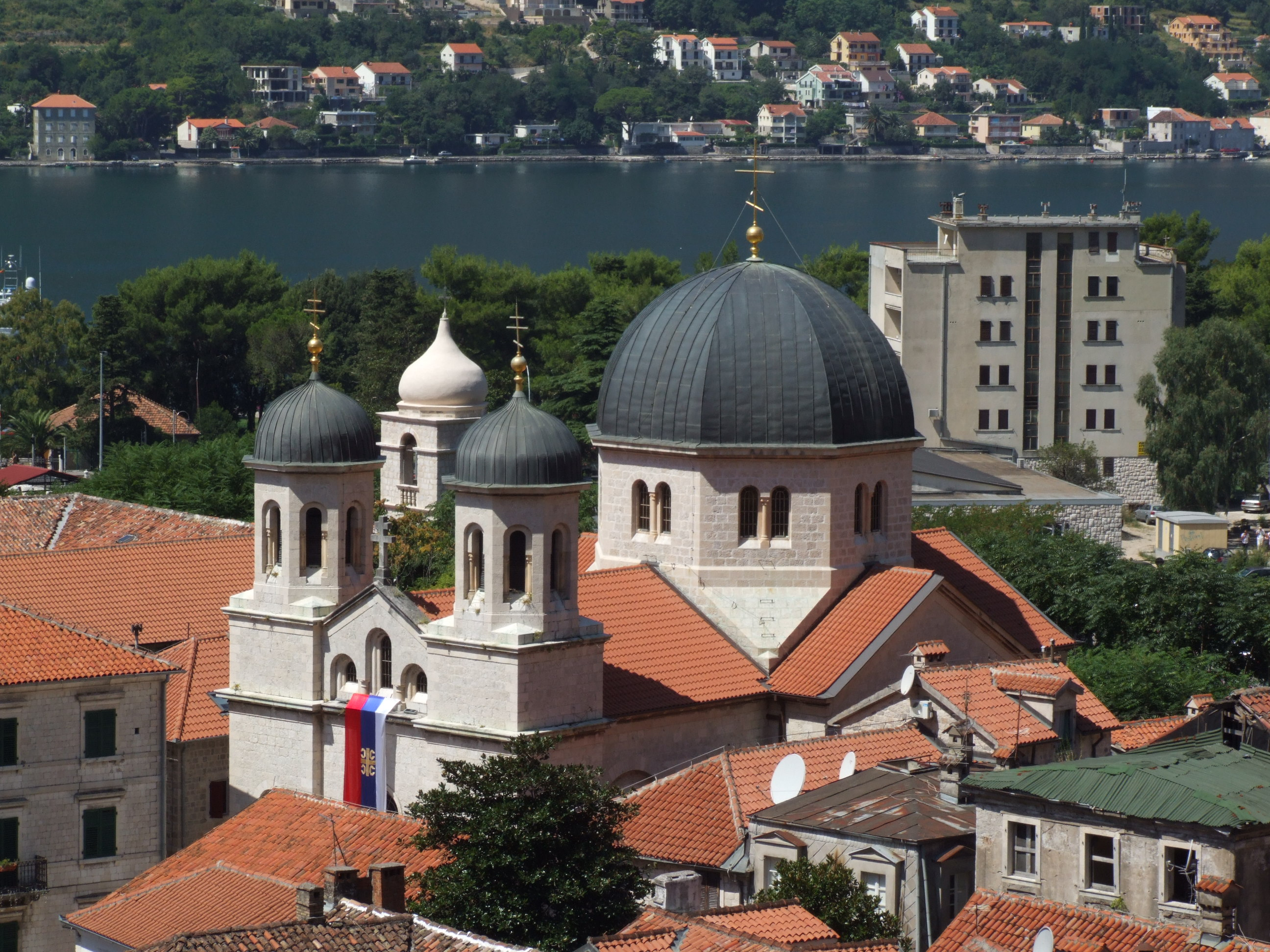
La chiesa ortodossa di San Nicola di Myra

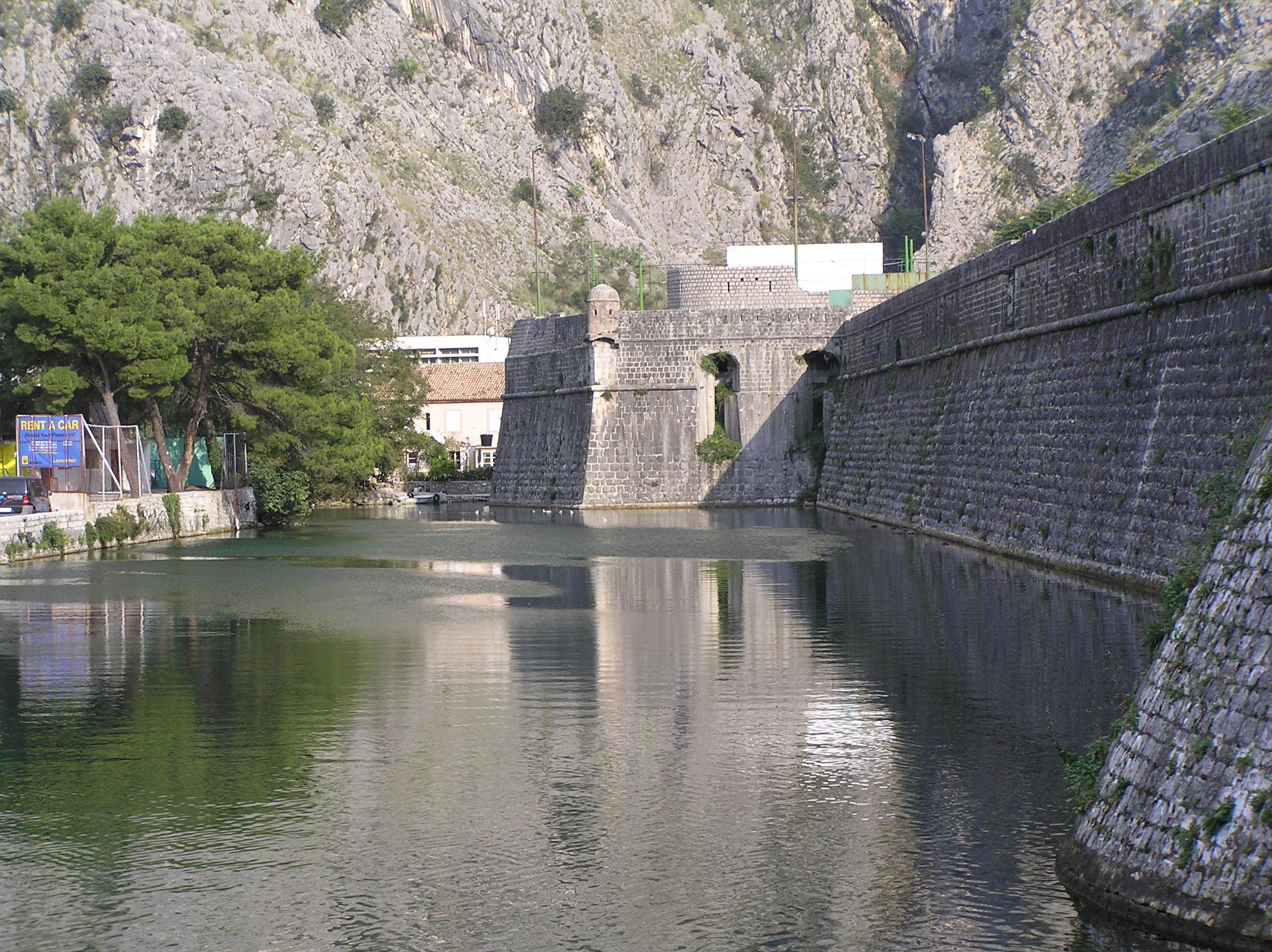
Le fortificazioni di Cattaro, circondate dal mare

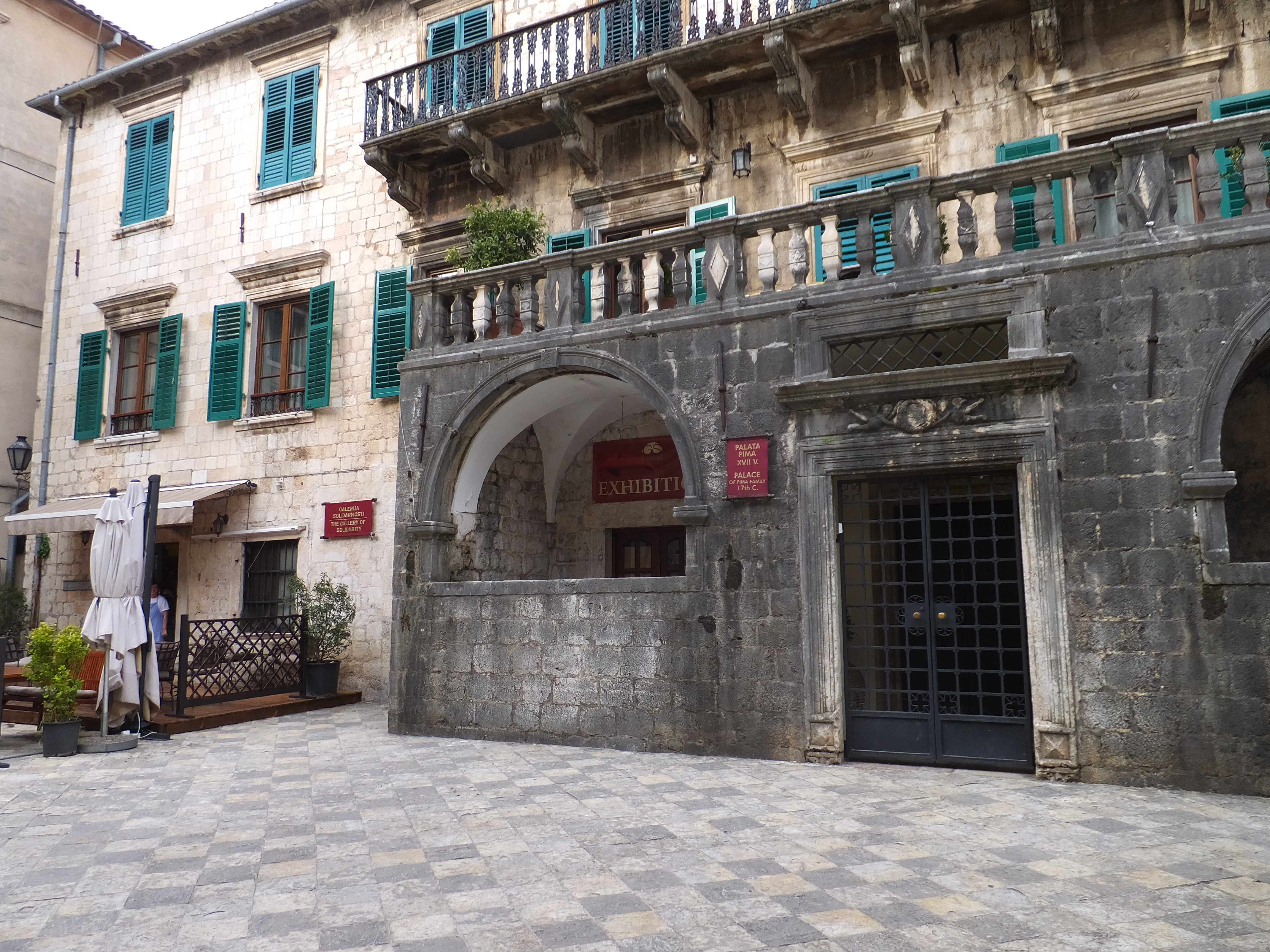
Il palazzo Pima

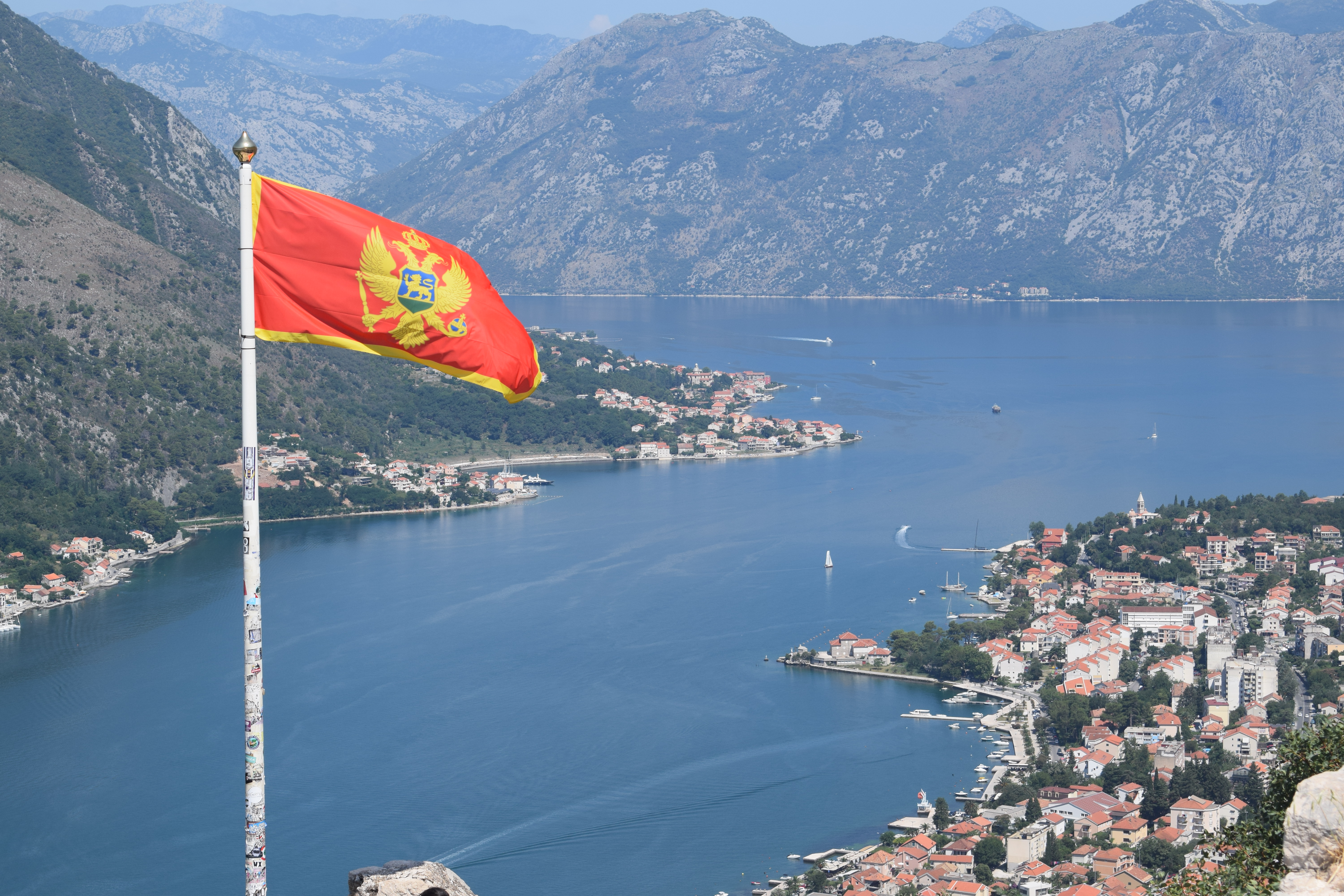
Panorama delle Bocche di Cattaro visto dal castello di San Giovanni, su cui svetta la bandiera del Montenegro

Cattaro possiede un centro storico di epoca medievale che è tra i meglio conservati della costa adriatica, inserito nella lista dei patrimoni dell'umanità dell'UNESCO. Tra le architetture più importanti, la cattedrale di San Trifone (consacrata nel 1166) e le fortificazioni, che risalgono all'epoca della Repubblica di Venezia e che hanno una lunghezza di circa 4,5 km.
Le fortificazioni di Cattaro risalenti all'epoca veneziana sono state inserite nell'elenco dei Patrimoni dell'Umanità dell'UNESCO nel circuito storico e culturale delle opere di difesa veneziane tra XVI e XVII secolo: Stato da Terra-Stato da Mar occidentale.
Lo stato veneziano era infatti suddiviso in tre ripartizioni, lo Stato da Tera, i territori conquistati dalla Repubblica di Venezia nell'entroterra padano-veneto, lo Stato da Màr, i suoi domini marittimi, cioè i territori oggetto del primo moto d'espansione del potere veneziano (l'Istria, la Dalmazia, l'Albania Veneta, la Morea, le isole Egee, le isole Ionie, Candia e Cipro) e infine il Dogado, il territorio metropolitano della capitale Venezia.
Importanti dal punto di vista turistico sono anche le isole di San Giorgio e Madonna dello Scalpello, che si trovano al largo di Perasto.
I principali luoghi di interesse sono::
- la cattedrale di San Trifone
- la chiesa di Santa Maria della Collegiata
- la chiesa di Santa Chiara
- la chiesa di San Giuseppe
- la chiesa ortodossa di San Luca
- il castello di San Giovanni
- il palazzo Gregorina (Grgurina)
- il palazzo Pima
- il palazzo Bisanti (Bizanti)
- il palazzo Jacogna (Jakonja)
- il palazzo Wrachien
- il palazzo Pasquali (Paskvali)
- il palazzo Drago
- il bastione Gordicchio (Gurdić)
- la Piazza d'Armi (Trg od Oružjae)

## Società

### Evoluzione demografica
Cattaro è il centro amministrativo dell'omonima municipalità, che include anche le località di Risano e Perasto, cui si aggiungono diversi villaggi sparsi lungo le Bocche di Cattaro, per un totale di 22.601 abitanti (2011).
La città di Cattaro propriamente detta, che corrisponde al suo centro storico, ha 961 abitanti. La municipalità comprende anche le località di Dobrota (8.819) e Scagliari (3.807), che portano la popolazione globale a 13.000 abitanti. Il numero totale sale a 15.000 se vengono considerate anche le località di Mulla, Perzagno e Stolivo, per poi raggiungere la popolazione complessiva di 22.000 abitanti considerando anche le località sparse lungo le Bocche.

### La presenza autoctona di italiani
Secondo il linguista Matteo Bartoli, all'inizio delle guerre napoleoniche (1803) l'italiano era l'idioma parlato come prima lingua da circa il 33% della popolazione dalmata. Agli inizi dell'800 la popolazione di Cattaro utilizzava principalmente la lingua italiana. Secondo il censimento austriaco del 1865, la percentuale dei dalmati italiani raggiungeva il 12,5% del totale nella regione.
Nel 1880 nella città di Cattaro, escluse le frazioni, vivevano 2949 persone, delle quali circa 700 erano italiane (oltre il 20%). La percentuale è maggiore se non si considera la minoranza tedesca non autoctona presente allora in città. Nelle altre località del comune l'elemento italiano era pressoché assente.
La ripartizione linguistica più recente di Cattaro, stando ai censimenti asburgici, che notoriamente tendevano a sottostimare l'elemento italiano, temendo le rivendicazioni irredentiste, fu la seguente:
- 1890: italiana 623 (18,7%), serbo-croata 1.349 (40,5%), tedesca 320 (9,6%), altre 598: totale 3.329
- 1900: italiana 338 (11,2%), serbo-croata 1.498 (49,6%), tedesca 193 (6,4%), altre 95: totale 3.021
- 1910: italiana 257 (8%), serbo-croata 1.489 (46,8%), tedesca 152 (4,8%), altre 73, stranieri 1.207: totale 3.178.

Era quindi una presenza cospicua. Tra il 1941 e il 1943, durante l'esistenza della provincia italiana di Cattaro, l'elemento italiano contava circa 300 unità, che si ridussero drasticamente dopo la seconda guerra mondiale in seguito all'esodo giuliano dalmata.
Nel 2004 fu costituita la Comunità degli Italiani del Montenegro, con sede proprio a Cattaro. Conta circa 500 persone iscritte nel territorio bocchese (dato del 2009). Dallo stesso anno, sempre a Cattaro, è presente la Società Dante Alighieri. Il censimento del 2011 ha riscontrato la presenza di cattarini di lingua italiana, lo 0,14% della popolazione. Dal punto di vista linguistico, il dialetto veneto coloniale, ovvero l'idioma parlato nei domini marittimi veneziani chiamati Stato da Mar, sta gradualmente regredendo in favore dell'italiano.

### Lingue e dialetti
La ripartizione linguistica di Cattaro nel 2023 è:
| Lingua madre | Abitanti | Percentuale |
| ------------ | -------- | ----------- |
| Serbo        | 9.924    | 43,63%      |
| Montenegrino | 8.945    | 39,33%      |
| Croato       | 532      | 2,34%       |
| Altro        | 3.345    | 14,71%      |
| Totale       | 22.746   | 100%        |

### Religione
Nel 2011 il 78% degli abitanti di Cattaro erano cristiani ortodossi, il 13% cristiani cattolici. Cattaro è sede dell'omonima diocesi cattolica, il cui territorio si estende lungo l'intero golfo. Un documento di inizio XX secolo testimonia che all'epoca le due percentuali erano paragonabili, con una leggera predominanza dei cattolici.

## Geografia antropica

### Località

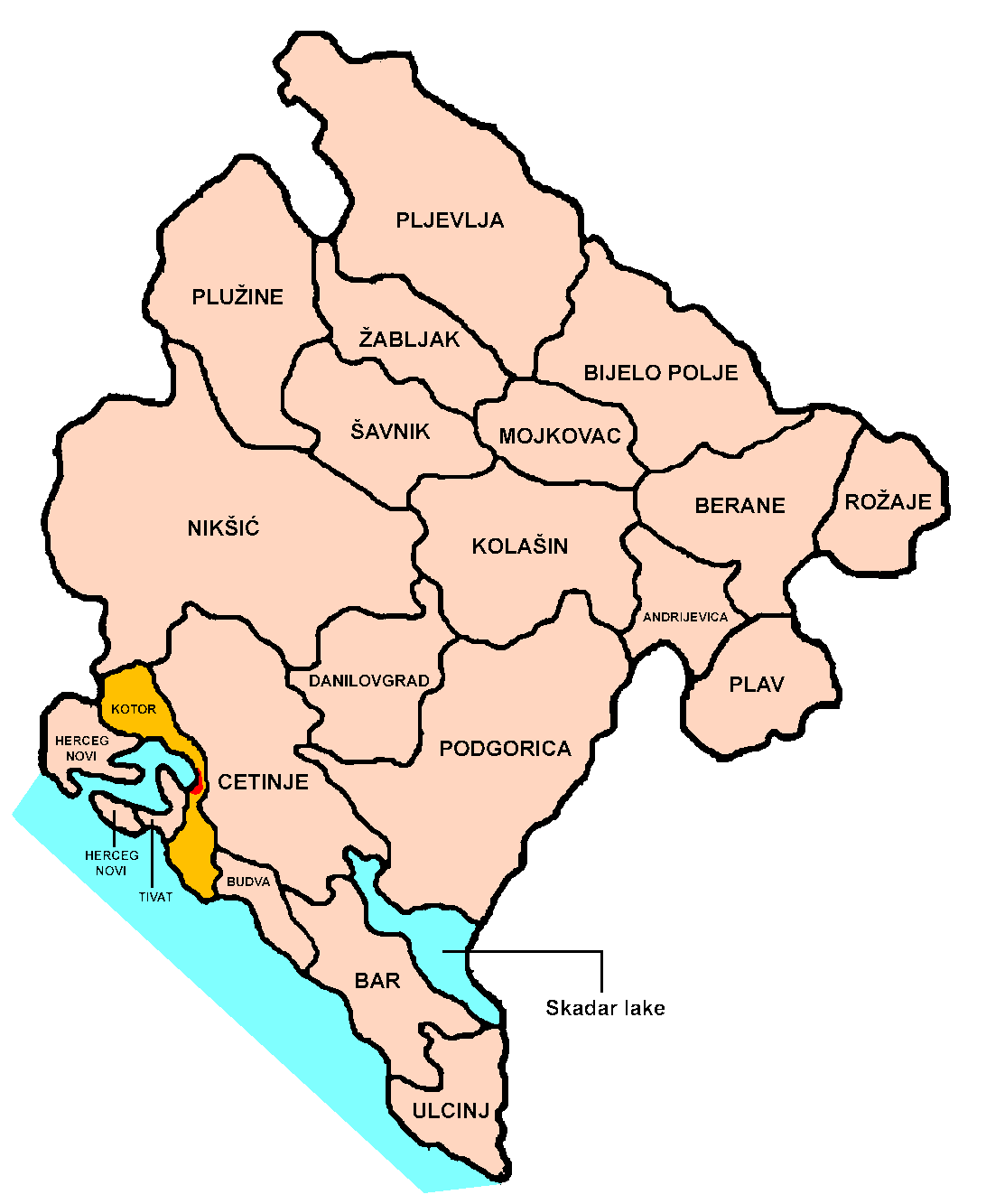
Il territorio del comune all'interno del Montenegro

Nel 2003 la popolazione del comune era pari a 22.947 abitanti. Il 59% degli abitanti è concentrata nel capoluogo e nella contigua località di Dobrota (8.169 ab.), mentre nessun altro centro abitato supera il migliaio di abitanti.
Il comune è situato in parte lungo le Bocche di Cattaro ed in parte sul mare aperto, comprendendo cittadine di importanza storica come Risano e Perasto.
Nel complesso il comune comprende 62 località:
| - Bratessici o San Niccolò delle Traste (Bratešići) - Bunovich o Rubedo (Bunovići) - Cana di Cattaro (Han) - Castagnizza (Kostanjica) - Càttaro (Kotor) - Cavach o Vescovà (Kavač) - Cheslaz (Knežlaz) - Chiavori o Ciavori (Čavori) - Colle Damidrana o Forte Vermaz (Pod Vrmac) - Colusugni o Cassione (Kolužunj) - Covaci (Kovači) - Crimovizza o Roppo (Krimovica) - Cubassi o Gàrbole (Kubasi) - Dobrota o Bonentro o Sant'Eustachio (Dobrota) - Dragagli (Dragalj) - Drasina o Bonòl (Dražin Vrt) | - Dub o Pùsido (Dub) - Glavati o Glavatti (Glavati) - Glavaticich o Montecarpinetto (Glavatičići) - Gordicchio o Gurdita (Gurdić) - Gorovich o Gorre (Gorovići) - In Crepis (Pod Krš) - Làstua di Zuppa (Lastva Grbaljska) - Ledenizze (Ledenice) - Lippa (Lipci) - Lessevich o Il Prato (Lješevići) - Malodò (Malov Do) - Mirza (Mirac) - Morigno Inferiore (Donji Morinj) - Morigno Superiore (Gornji Morinj) - Mulla (Muo) - Nagliessich o San Nicola in Larùn (Nalježići) | - Oracovaz Inferiore (Donji Orahovac) - Oracovaz Superiore o Santa Veneranda (Gornji Orahovac) - Pedemonte di Càttaro (Podbrđe) o (Podbrđe) - Pellinovo o San Giorgio (Pelinovo) - Perasto (Perast) - Perzagno (Prčanj) - Pistetto (Pištet) - Preradi (Prijeradi) - Radanovich o Santa Barbara (Radanovići) - Risano (Risan) - Santa Barbara di Cattaro (Sutvara) - Scagliari o Calme (Škaljari) - Scorda o Fiumera (Škurda) - Sissici o Sissetti (Šišići) - Spigliari o Caravelle (Špiljari) | - Sterpo (Strp) - Stolivo Inferiore (Donji Stoliv) - Stolivo Superiore o Angosce (Gornji Stoliv) - Sueciava (Zvečava) - Surana (Šuranj) - Traste (Bigova) o (Bigovo) - Tresgnizza (Trešnjica) - Ucròpezi (Ukropci) - Unirine (Unijerina) - Visgnieva (Višnjeva) - Vranovich o San Cosimano (Vranovići) - Zagora o Leno (Zagora) - Zalesi Grande o Tat Grande (Veliki Zalazi) - Zalesi Piccolo o Montezalesi (Mali Zalazi) |

## Infrastrutture e trasporti

### Strade
Cattaro è attraversata dalla strada maestra M-1, la sezione montenegrina della Strada Maestra Adriatica, che la collega con altre località situate lungo la costa adriatica. Di questo asse viario degna di nota è la galleria di Vrmac. La strada regionale R-1, la più antica carrozzabile del Montenegro, collega Cattaro a Cettigne, inerpicandosi lungo le pendici del Lovćen con vista panoramica sulle Bocche di Cattaro.

### Aeroporti
A 5 km da Cattaro è situato l'aeroporto di Tivat, che permette il collegamento della città con Belgrado, Mosca, Parigi e Londra. Nella stagione estiva decine di voli giornalieri atterrano e partono dall'aeroporto di Tivat. L'aeroporto di Podgorica, assai più frequentato, dista da Cattaro 65 km e la collega con le maggiori città europee.

## Sport

### Calcio
La squadra di calcio cittadina è l'FK Bokelj, fondata nel 1922.

### Pallanuoto
A Cattaro hanno sede due importanti società pallanuotistiche montenegrine: il Primorac, fondato nel 1922, e l'Akademija Cattaro. Il Primorac è una delle squadre più titolate del paese e vanta due campionati montenegrini, una LEN Champions League e una Supercoppa LEN.

## Amministrazione

### Gemellaggi
- Kehl
- Nesebăr
- Santa Barbara
- Seghedino
- Xi'an
- Campomarino
- Traù
- Přerov
- Subotica